# Interactive Disassembler
Der Interactive Disassembler (IDA; deutsch „Interaktiver Disassembler“) ist ein Disassembler, der es ermöglicht, Binärcode in Assemblersprache umzuwandeln. Er unterstützt Prozessoren verschiedener Hersteller und Prozessorfamilien. Bei der automatischen Analyse des Binärcodes zieht IDA den benutzten Compiler sowie eine Datenbank mit Metadaten bekannter Funktionen mit in Betracht. Daraus resultiert eine besonders hohe Erkennungsrate von Bibliotheksfunktionen und deren Namen, die später das Verständnis des erzeugten Codes wesentlich vereinfachen.
Die Möglichkeit, interaktiv in die Analyse des Binärcodes einzugreifen, gibt dem erfahrenen Benutzer die Möglichkeit, sein Wissen über das Programm oder dessen Struktur mit in die Dekodierung einfließen zu lassen. Letztlich ist ein Programm nicht zu 100 % in der Lage, einen Binärcode korrekt zu dekodieren und profitiert von der Interaktion des Anwenders.
So können fälschlicherweise als Code interpretierte Daten in die richtige Darstellung umgewandelt werden, und auch komplexe Datenstrukturen und Datentypen können in IDA angegeben werden. Bei der Umwandlung von Daten in Code wird automatisch eine funktionenbezogene Analyse des Codes durchgeführt und dieser entsprechend strukturiert und mit Sprungmarken bzw. Namen versehen.
In neueren Versionen besitzt IDA die Möglichkeit, auf Intel-Prozessoren den Binärcode unter seiner Kontrolle auszuführen und mit einem Debugger Haltepunkte zu setzen. Damit ergeben sich neue Möglichkeiten, den Programmfluss des analysierten Binärcodes zu verstehen.

## Scripting
Erweiterungen ermöglichen die Erweiterung des Funktionsumfangs. Es werden bereits einige hilfreiche Skripte mitgeliefert, die als Vorlage für eigene Erweiterung dienen können. Am häufigsten werden Skripte zur weiteren Modifikation des erzeugten Codes benutzt. So können externe Symboltabellen geladen und damit die Funktionsnamen des ursprünglichen Quellcodes wiederhergestellt werden. Erweiterungen existieren als so genannte IDC-Skripte und auf Basis von Python.
Es gibt einige Webseiten, die sich speziell mit dem Scripting von IDA beschäftigen und Hilfen zu häufig auftretenden Problemen anbieten.

## Einsatzgebiete
IDA eignet sich sowohl zur Analyse eigener Programme – um z. B. die Effektivität eines benutzten Compilers zu überprüfen – als auch zur Analyse fremder Programme. Von Sicherheitsforschern kann die Software z. B. für das Aufspüren von Sicherheitslücken verwendet werden oder um die Funktionsweise eines Schadprogrammes nachzuvollziehen.

## Unterstützte Systeme
- Betriebssysteme
  - Windows
  - Linux
  - macOS

- Mikroprozessoren
  - x86-Prozessoren, z. B. Pentium
  - Intel i960
  - Arm-RISC
  - Motorola 68xxx/h8
  - Zilog Z80, MOS Technology 6502, Intel 8051, Intel i860, DEC PDP-11

- Compiler
  - GNU C++ für Unix/common
  - GNU C++ für Cygwin
  - Borland C Builder v4 für DOS/Windows
  - Borland C++ 3.1
  - Borland C++ 5.x für DOS/Windows
  - Microsoft C/C++ (16 bit) für DOS/Windows
  - Microsoft Visual C++ v6
  - Microsoft Visual Studio .NET
  - Watcom C++ (16/32 bit) für DOS/OS2
  - ARM C v1.2